# Ordine pro merito melitensi
L'Ordine pro merito melitensi è un ordine cavalleresco istituito nel 1920 per ricompensare particolari benemerenze che hanno dato, come recita lo Statuto, “onore e grandezza” al Sovrano Militare Ordine di Malta.
Seppur la concessione di questa onorificenza avviene indipendentemente dalla religione professata e principalmente verso quei meritevoli non appartenenti dell’Ordine di Malta, per disposizione statutaria ha la precedenza su qualsiasi altra onorificenza o benemerenza, sulle uniformi dei membri del Sovrano Militare Ordine di Malta che ne sono insigniti, a prescindere dal loro ceto o grado di appartenenza.
Coloro che sono insigniti dell'Ordine pro merito melitensi dunque non divengono membri del Sovrano Militare Ordine di Malta, ma diventano dei decorati di un ordine di merito concesso dai vertici dello SMOM (motu proprio del Gran Maestro o Sovrano Consiglio), secondo il proprio grado di conferimento.
L'onorificenza può essere concessa a singoli cittadini, a comunità o a reparti militari. È suddivisa in due classi (civile e militare) cui si affianca l'Ordine pro piis meritis melitensi, riservato agli ecclesiastici.

## Gradi
Le decorazioni sono concesse sia per decreto del Sovrano Consiglio sia per motu proprio del Principe e Gran maestro.
Le decorazioni dell'Ordine sono:
- il collare
- la croce
- la medaglia.

A parità di grado le onorificenze al merito melitense di tipo civile hanno la precedenza su quelle militari con spade, essendo queste ultime derivate dalle prime.

### Collare

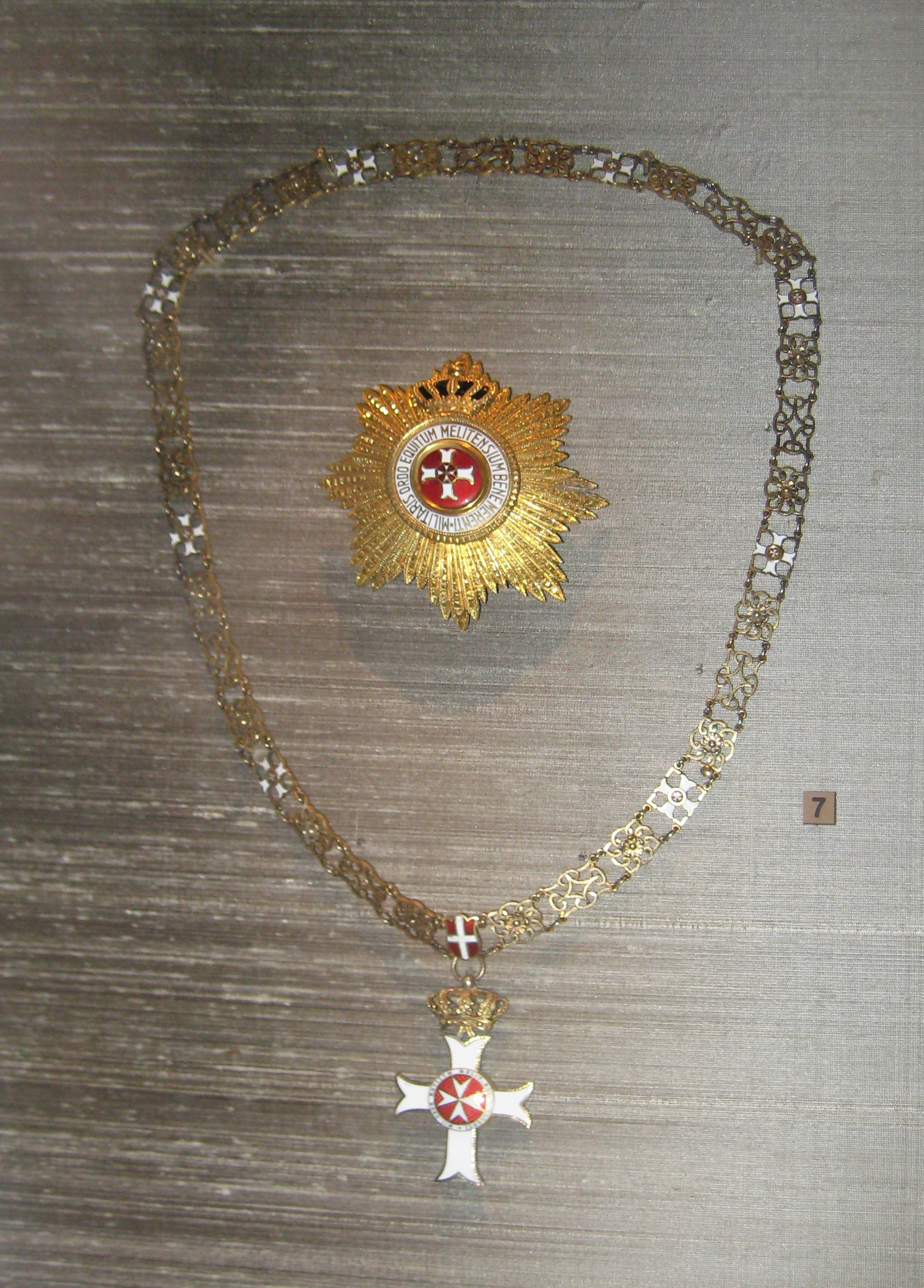
Collare dell’Ordine Pro Merito Melitense

Il collare è costituito da un unico grado suddiviso in due classi: collare con spade pro merito melitensi (per i militari) e collare pro merito melitensi (per i civili). Il collare viene generalmente conferito ai Capi di Stato.

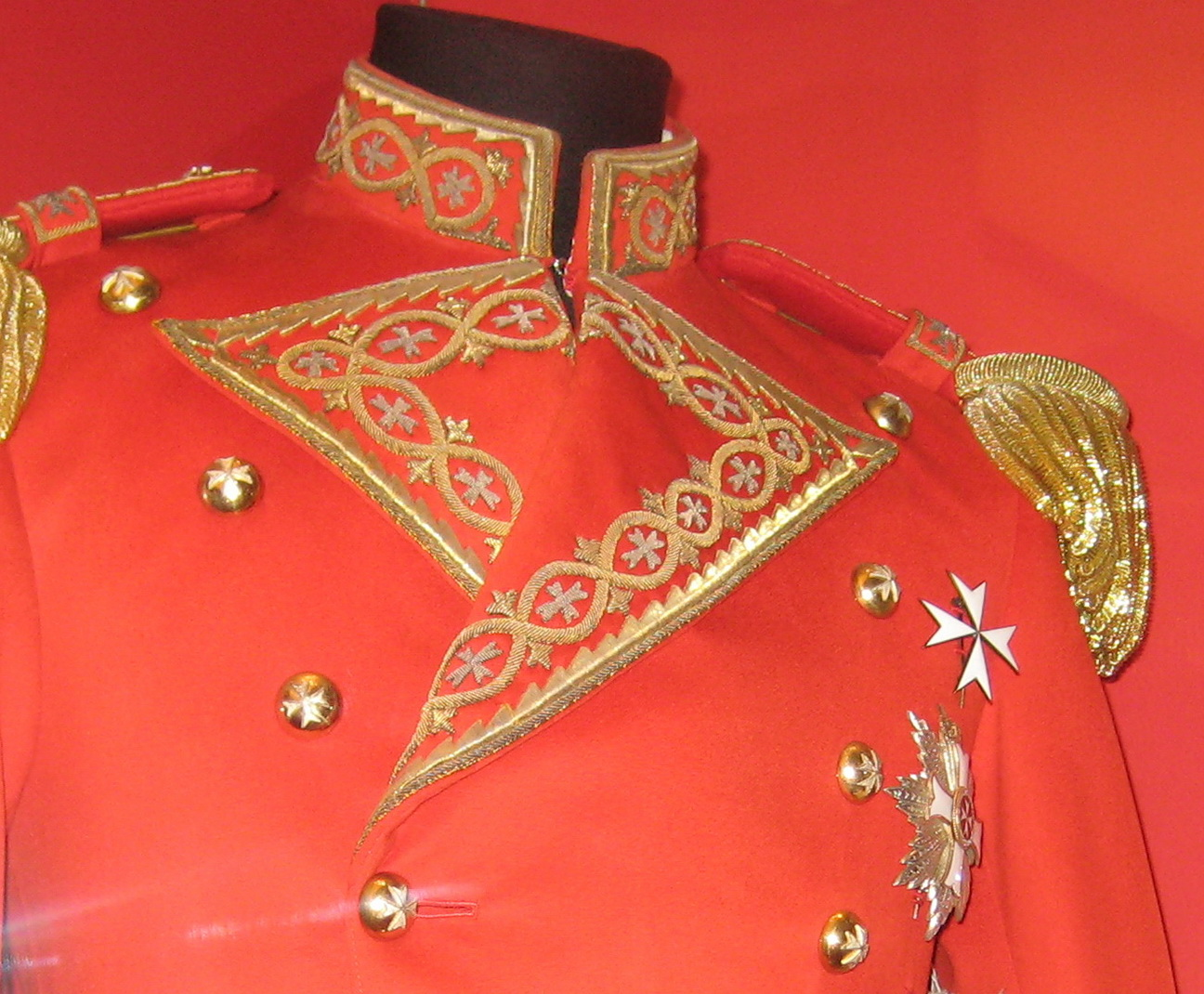
Placca dell’Ordine Pro Merito Melitense appuntata su un’uniforme del Sovrano Militare Ordine di Malta

| Nastri  |         |
| Collare | Collare |

### Croce

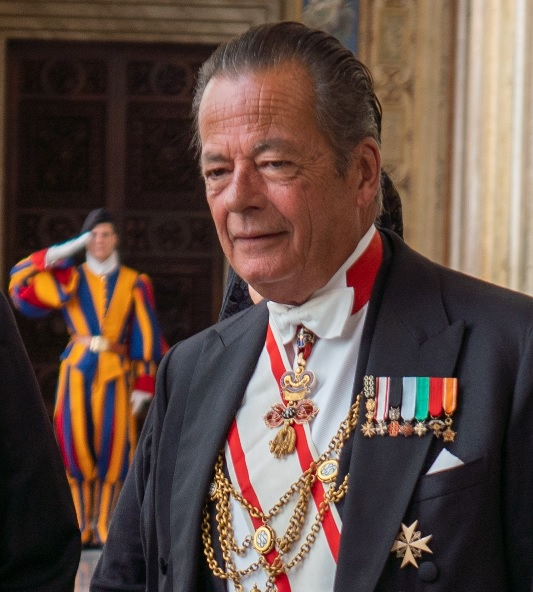
Mariano Hugo di Windisch-Graetz con miniatura e fascia da Gran Croce dell’Ordine pro merito melitensi

I gradi della croce dell'Ordine pro merito melitensi per i laici sono:
- per i civili:
  - Gran croce pro merito melitensi - classe speciale;
  - Gran croce pro merito melitensi;
  - Grand'ufficiale pro merito melitensi;
  - Commendatore pro merito melitensi;
  - Ufficiale pro merito melitensi;
  - Croce pro merito melitensi.

| Nastri          |            |                              |
| Croce           | Ufficiale  | Commendatore                 |
| Grand'ufficiale | Gran croce | Gran croce - classe speciale |

- per i militari:

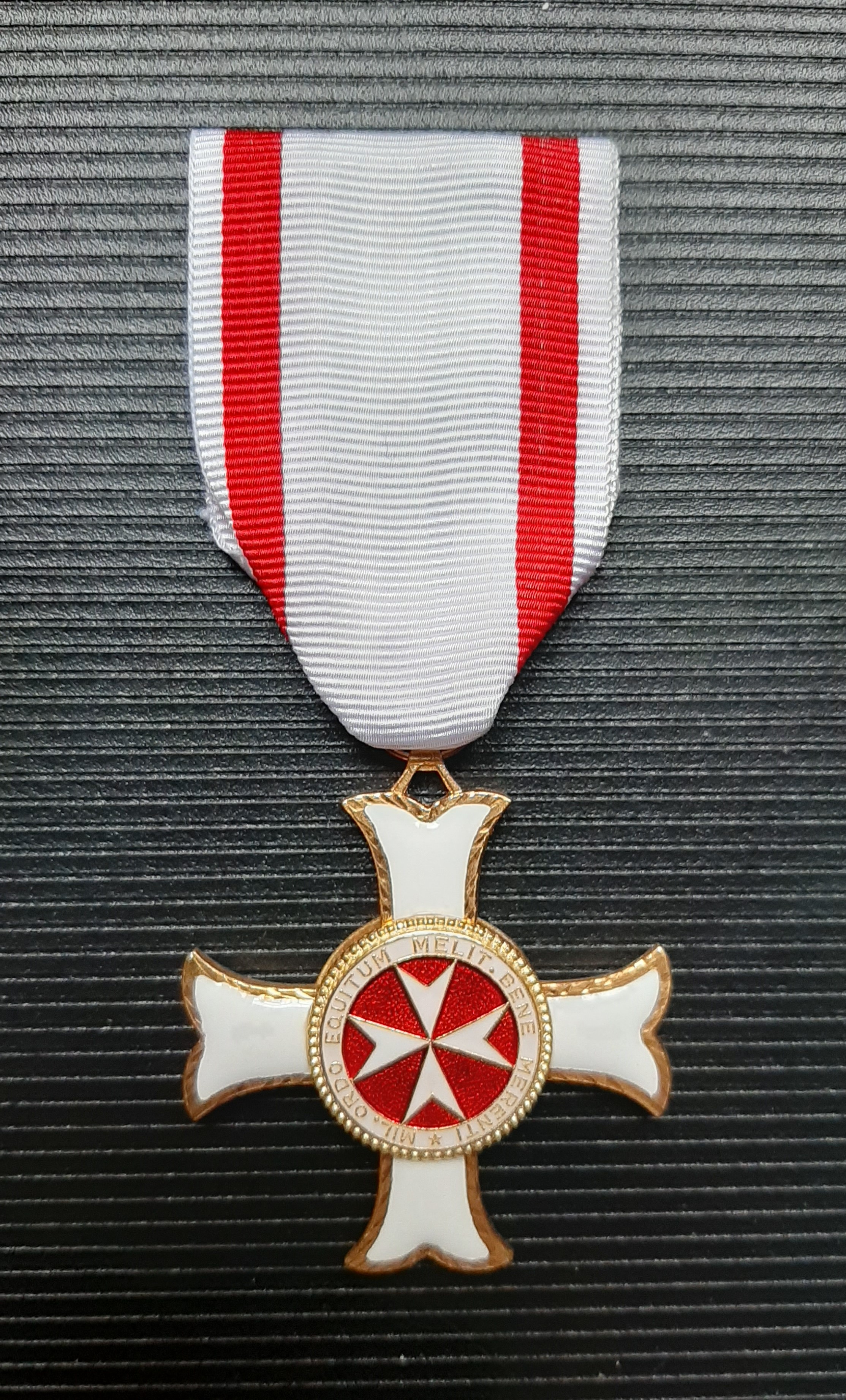
Croce dell’Ordine Pro merito Melitensi (civile)

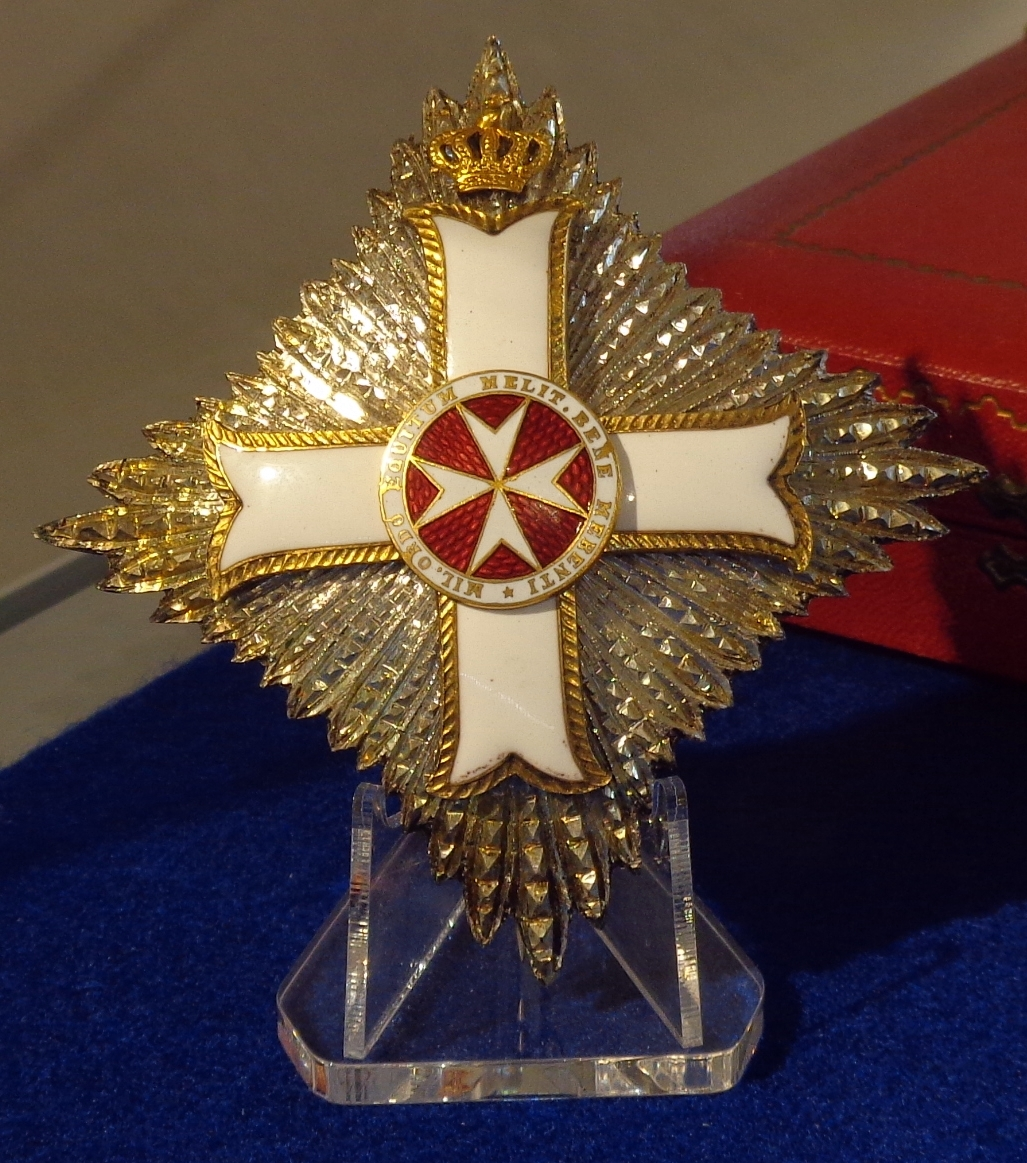
Placca da Grande Ufficiale dell’Ordine Pro Merito Melitensi (civile)

  - Gran croce con spade pro merito melitensi - classe speciale;
  - Gran croce con spade pro merito melitensi;
  - Grand'ufficiale con spade pro merito melitensi;
  - Commendatore con spade pro merito melitensi;
  - Ufficiale con spade pro merito melitensi,
  - Croce con spade pro merito melitensi;

| Nastri                    |                      |                                        |
| Croce con spade           | Ufficiale con spade  | Commendatore con spade                 |
| Grand'ufficiale con spade | Gran croce con spade | Gran croce con spade - classe speciale |

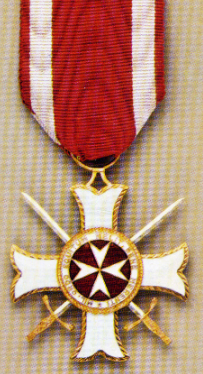
Croce con spade dell’Ordine Pro Merito Melitense

La croce pro merito melitensi è conferita anche agli ecclesiastici in due gradi:
- Gran croce pro piis meritis melitensi;
- Croce pro piis meritis melitensi.

| Nastri |            |
| Croce  | Gran Croce |

### Medaglia
La medaglia di benemerenza dell'Ordine pro merito melitensi è considerata in realtà come aggregata all’Ordine vero e proprio, che parte dal grado della Croce.
La medaglia è suddivisa in tre gradi:
- per i militari:
  - Medaglia d'oro con spade;
  - Medaglia d'argento con spade;
  - Medaglia di bronzo con spade.

| Nastri                       |                              |                          |
| Medaglia di bronzo con spade | Medaglia d'argento con spade | Medaglia d'oro con spade |

- per i civili:
  - Medaglia d'oro;
  - Medaglia d'argento;
  - Medaglia di bronzo.

La medaglia d'oro è conferita esclusivamente a coloro che hanno posto a repentaglio la propria vita in opere o azioni ispirate ai principi del Sovrano Militare Ordine di Malta.
| Nastri             |                    |                |
| Medaglia di bronzo | Medaglia d'argento | Medaglia d'oro |

### Medaglia per le campagne del Sovrano Militare Ordine di Malta
La medaglia istituita con decreto Magistrale n. 4055 del 23 giugno 2020, quale segno di riconoscenza per coloro, appartenenti alle strutture dell'ordine, che prestano la loro opera di soccorso, nell'ambito di specifiche campagne va ad integrare l'ordine pro merito melitensi.

#### Insegne

##### Medaglia
La medaglia è costituita da un disco di metallo argentato del diametro di 31 millimetri che reca:
Sul diritto al centro in rilievo la Croce di Malta, cinta da 2 serti d'alloro fruttati che si ricongiungono sull'estremità superiore.
Sul rovescio al centro la scritta "Mil. Ordo Equitum Melitensium Benemerenti".

##### Nastro
La medaglia è appesa a un nastro di seta largo 37 millimetri caratterizzato da 4 pali rossi e 3 pali bianchi alternati.

#### Campagna "Covid-19"
La barretta per la campagna "Covid-19", istituita con decreto Magistrale n. 61 del 4 dicembre 2020, è destinata al personale che ha messo a rischio la propria salute per portare aiuto a coloro che sono stati colpiti direttamente o indirettamente dal virus.

#### Campagna "Ucraina"
La barretta per la campagna "Ucraina", istituita con decreto Magistrale n. 2544 del 6 aprile 2022, è destinata al personale che ha partecipato alle operazioni di soccorso e assistenza nei confronti delle popolazioni colpite dal conflitto tra Russia ed Ucraina.